# نظرية الضغوط العامة
نظرية الضغوط العامة هي نظرية في علم الجريمة طورت على يد روبرت أجنيو (بالإنجليزية:  Robert Agnew)‏. ظهرت هذه النظرية في منتصف الثمانينات، وتعود جذورها إلى نظرية دور كايموميرتون في الجريمة ولأنومي. حيث يرى دور كايم أن الثقافة تمثل الضمير الجمعي الذي يوافق على الأعراف والقيم والمعتقدات التي يلتف المجتمع حولها. 
والفكرة الرئيسية التي تذهب اليها هذه النظرية هي الفصل وعدم الوصل بين الأهداف الثقافية القيمية، والمداخل غير المتساوية إلى الوسائل الشرعية لتحقيق هذه الأهداف، وان انسداد الطريق لتحقيق الهدف يؤدي إلى الرغبة لتحقيق هذه الأهداف بأي وسيلة متاحة حتى لو كانت هذه الوسيلة هي وسيلة غير مشروعة. أما ميرتون فيرى أن التوقعات الثقافية والاجتماعية مسؤولة عن المعدلات العالية للجريمة عند الأفراد من الطبقات الدنيا كما يرى أن ضغوطات البناء الاجتماعي تسبب الأنومي. بالنسبة لنظرية الضغوط العاملة لاجينو، فقد أنطلقت من فكرة رئيسية أن الجريمة ناتجة عن الشعور بالعدوان والإحباط الناجمين عن خبرة الضغوط. حدد أجينو ثلاثة أنواع من الضغوط التي يتعرض لها الأفراد وهي أولا الفشل في تحقيق أهداف ذات قيمة إيجابية، وثانيا وجود مؤثر سلبي أما ثالثا فقد كان إزاحة مثير ذي قيمة إيجابية. ويرى اجينو أن الجريمة والجنوح استجابات تكيفية مع الضغوط والمشاعر السلبية. وإذا ما أدت هذه الضغوط إالى مشاعر سلبية فانه من المتوقع أن تؤدي إلى السلوك الإجرامي.